# Championnat du Portugal de futsal 2012-2013
 (juin 2011).
Si vous disposez d'ouvrages ou d'articles de référence ou si vous connaissez des sites web de qualité traitant du thème abordé ici, merci de compléter l'article en donnant les références utiles à sa vérifiabilité et en les liant à la section « Notes et références ».
La saison 2012-2013 du Championnat du Portugal de futsal est la 23e édition du championnat national portugais de futsal.
Contrairement au Championnat du Portugal de Football, après la phase régulière, le championnat se décide par un système de "Play-Off" (et de "Play-Out") notamment similaire à ce qu'on peut voir en NBA. Les 8 premiers du championnat s'affrontent en quarts de finale. Être bien classé à la fin de la phase régulière permet d'affronter des équipes moins bien classées et de bénéficié de l'avantage du terrain en cas de match décisif. En 1/4 et en 1/2, le vainqueur est le premier qui remporte deux matchs, mais en finale, il faut remporter trois matchs pour être sacré champion national.

## Les équipes participantes
- Académica Coimbra
- AD Fundão
- Módicus
- Freixieiro
- Operário
- Leões Porto Salvo
- Piratas de Creixomil
- Fabril Barreiro
- Cascais
- Rio Ave
- SL Benfica
- SL Olivais
- SC Braga
- Sporting Clube de Portugal

## Classement final de la phase régulière
| Rang | Équipe                     | Pts | J  | G  | N | P  | Bp  | Bc  | Diff |
| ---- | -------------------------- | --- | -- | -- | - | -- | --- | --- | ---- |
| 1    | Sporting Clube de Portugal | 75  | 26 | 25 | 0 | 1  | 147 | 36  | +111 |
| 2    | SL Benfica                 | 59  | 26 | 19 | 2 | 5  | 115 | 53  | +62  |
| 3    | Rio Ave                    | 55  | 26 | 17 | 4 | 5  | 109 | 70  | +39  |
| 4    | AD Fundão                  | 54  | 26 | 17 | 3 | 6  | 108 | 68  | +40  |
| 5    | SC Braga                   | 41  | 26 | 13 | 2 | 11 | 87  | 83  | +4   |
| 6    | Leões Porto Salvo          | 37  | 26 | 12 | 1 | 13 | 95  | 97  | -2   |
| 7    | Académica Coimbra          | 36  | 26 | 11 | 3 | 12 | 83  | 83  | 0    |
| 8    | Módicus                    | 33  | 26 | 9  | 6 | 11 | 85  | 99  | -14  |
| 9    | Fabril Barreiro            | 31  | 26 | 9  | 4 | 13 | 81  | 108 | -27  |
| 10   | Cascais                    | 28  | 26 | 8  | 4 | 14 | 72  | 82  | -10  |
| 11   | SL Olivais                 | 26  | 26 | 8  | 2 | 16 | 71  | 109 | -38  |
| 12   | Operário                   | 23  | 26 | 6  | 5 | 15 | 71  | 112 | -41  |
| 13   | Freixieiro                 | 21  | 26 | 6  | 3 | 17 | 68  | 100 | -32  |
| 14   | Piratas de Creixomil       | 7   | 26 | 2  | 1 | 23 | 49  | 141 | -92  |

Classement actualisé le 13 mai 2013 après la 26e et dernière.
- Le Sporting Clube de Portugal termine premier de la phase régulière en réalisant le meilleur championnat de l'histoire (75 points pris sur 78 possibles soit 25 victoires en 26 journées) tout en ayant la meilleure attaque (147 buts marqués) et la meilleure défense (36 buts encaissés) du championnat.

- Les 8 premiers sont qualifiés pour les quarts de finale du championnat (play-off).

## Quarts de finale
| Clubs             | Total | Clubs                      | Match n°1 (18 et 19/05) | Match n°2 (25/05) | Match n°3 (si nécessaire) (26/05) |
| ----------------- | ----- | -------------------------- | ----------------------- | ----------------- | --------------------------------- |
| Módicus           | (0-2) | Sporting Clube de Portugal | 2-6                     | 0-8               |                                   |
| Académica Coimbra | (0-2) | SL Benfica                 | 3-6                     | 2-3 (a.p.)        |                                   |
| Leões Porto Salvo | (0-2) | Rio Ave                    | 4-6                     | 1-4               |                                   |
| SC Braga          | (0-2) | AD Fundão                  | 2-3 (a.p.)              | 4-6               |                                   |

- La première équipe gagnant deux rencontres se qualifie pour les demi-finale, la différence de buts n'est pas prise en compte, un troisième match sera disputé pour départager les deux équipes quels que soient les scores des rencontres si chaque équipe a remporté un match.

- Le premier match est disputé sur le terrain de l'équipe la moins bien classée lors de la phase régulière du championnat.

- Le deuxième match, ainsi que l'éventuel troisième match décisif, est disputé sur le terrain de l'équipe la mieux classée durant la phase régulière du championnat.

- Les quatre premiers du championnat ont fait respecter la logique en se qualifiant en deux matchs pour les demi-finales.

- Le premier de la phase régulière, le Sporting CP, s'est très largement imposé face à Modicus 6-2 et 8-0 tandis que Benfica a curieusement eu besoin des prolongations pour battre l'Académica Coimbra à domicile lors du deuxième match. Rio Ave et Fundão accompagnent les deux grands clubs de Lisbonne en demi-finale.

### Demi-finales
| Clubs     | Total | Clubs       | Match n°1 (01/06 et 02/06) | Match n°2 (08/06) | Match n°3 (si nécessaire) |
| --------- | ----- | ----------- | -------------------------- | ----------------- | ------------------------- |
| AD Fundão | (0-2) | Sporting CP | 1-6                        | 2-6               |                           |
| Rio Ave   | (0-2) | SL Benfica  | 2-5                        | 3-6               |                           |

- La première équipe remportant deux rencontres se qualifie pour la finale, la différence de buts n'est pas prise en compte, un troisième match sera disputé pour départager les deux équipes quels que soient les scores des rencontres si chaque équipe a remporté un match.
- Le premier match est disputé sur le terrain de l'équipe la moins bien classée lors de la phase régulière du championnat (soit Fundão et Rio Ave)
- Le deuxième match, ainsi que l'éventuel troisième match décisif, est disputé sur le terrain de l'équipe la mieux classée durant la phase régulière du championnat (soit Sporting et Benfica)

- Fundão et Rio Ave n'ont jamais été en finale du championnat, les deux clubs visent une qualification inédite.
- Le Sporting et Benfica sont, en revanche, des habitués, et se sont même affrontés lors des trois dernières finales.
- Le Sporting et Benfica cumulent d'ailleurs à eux deux 16 titres (10 pour le Sporting, 6 pour Benfica) ainsi que 27 finales cumulées.

- Respectant la logique, les deux finalistes de la saison précédente, le Sporting et Benfica, se qualifient en deux matchs pour la finale.

### Finale
| Clubs       | Total | Clubs      | Match n°1 (15/06) | Match n°2 (16/06)    | Match n°3 (22/06) | Match n°4 (23/06) |
| ----------- | ----- | ---------- | ----------------- | -------------------- | ----------------- | ----------------- |
| Sporting CP | (3-1) | SL Benfica | 5-1               | 3-3 (a.p.) (2-3 pen) | 4-2               | 3-1               |

Règles
- Le premier qui remporte 3 matchs est sacré Champion National, la finale peut donc potentiellement comporter jusqu'à 5 rencontres.
- Les deux premiers matchs ont lieu sur le terrain du Sporting CP grâce à sa position de leader lors de la phase régulière
- Le troisième match (et un éventuel quatrième) aura lieu sur le terrain du SL Benfica
- Un éventuel cinquième match aurait lieu sur le terrain du Sporting CP

### Finale (matchno1) Sporting 5-1 Benfica
1-0 Alex (27e)

2-0 Divanei (33e)

3-0 Divanei (34e)

4-0 Caio Japa (36e)

4-1 Diego Sol (37e)

5-1 Caio Japa (39e)

Pour le match n°1 de la finale du championnat, le Sporting Portugal, vainqueur de la phase régulière, s'est imposé très largement face à Benfica, avec une victoire 5-1 construite en deuxième mi-temps. Lors de la première mi-temps, les deux équipes se sont livrés un véritable duel tactique clôturé sur un résultat de 0-0. Lancé en profondeur par Deo, Alex inscrivait le premier but de la rencontre à la 27e minute. De retour au Sporting après une saison au CSKA Moscou, Divanei en finissait avec quasiment tout suspense en l'espace de seulement une minute, en marquant aux 33e et 34e minute. Entre les deux buts de Divanei, Diece (Benfica) était expulsé pour une agression envers Paulinho (coup de coude). Largement mené au score, Benfica décida de jouer avec un gardien de but avancé, ce qui profita au Sporting, Caio Japa marquant dans les buts vides et faisant prendre au match des allures d'humiliation (4-0 en faveur du Sporting). Diego Sol réduisait ensuite le score pour ce qui était le but pour l'honneur, tandis que Caio Japa s'offrait, comme Divanei, un doublé, en marquant un dernier but sur une contre-attaque en toute fin de match.

### Finale (matchno2) Sporting 3-3 (a.p.) (2-3 aux tirs au but) Benfica
0-1 Gonçalo Alves (6e)

1-1 Pedro Cary (14e)

2-1 Divanei (17e)

2-2 Marinho (24e)

2-3 Pedro Cary (25e, csc)

3-3 Divanei (39e)

Humilié la veille lors du premier match, Benfica ne désirait pas connaître une autre humiliation dès le lendemain, et ouvrait le score dès la 6e minute par Gonçalo Alves qui déviait subtilement à bout portant une passe de César Paulo. Ce but a eu pour mérite de réveiller l'équipe du Sporting, qui renversait le match aux 14e et 17e minute. Tout d'abord, Pedro Cary égalisait d'une très belle frappe du gauche après une passe astucieuse d'une talonnade de Marcelinho, puis Divanei donnait l'avantage aux siens sur un coup franc direct imparable. Le Sporting menait 2-1 à la mi-temps, mais son capitaine João Matos pénalisait son équipe en début de deuxième mi-temps : répondant aux provocations de Vítor Hugo, il lui mettait une gifle lourde de conséquence : expulsion, et Benfica égalisait durant les deux minutes d'infériorité numérique du Sporting. Les coups du sort s'abattaient sur le Sporting, puisque Benfica reprenait l'avantage seulement une minute plus tard sur un but contre son camp de Pedro Cary. S'en suivait une période de large domination du Sporting, mais qui ratait un nombre incalculable d'occasions, dont deux énormes manquées par Leitão dans les dernières minutes. Alors que les supporters du Sporting se préparaient à une défaite sévère, Divanei égalisait à seulement 4 secondes de la fin du match. Les deux prolongations de cinq minutes chacune ne changeaient rien malgré la domination du Sporting et un penalty oublié en faveur du Sporting pour une main de Marinho dans sa surface, les deux équipes se départageaient aux tirs au but. À la loterie des tirs au but, Benfica prenait le meilleur, ne ratant qu'une seule tentative (Marinho) contre 3 tentatives manquées du côté du Sporting (Caio Japa, Marcelinho et Divanei). Mal en point après le premier match, Benfica relançait totalement cette finale qui était sûr de compter au moins quatre matchs après cette rencontre, avec une équipe de Benfica pouvant potentiellement conclure à domicile en cas de deux victoires lors de ses deux matchs consécutifs à domicile.

### Finale (matchno3) Benfica 2-4 Sporting
1-0 Joel Queirós (8e)

1-1 Divanei (13e)

1-2 Alex (14e)

1-3 Marcelinho (22e)

1-4 Alex (40e)

2-4 Joel Queirós (40e, pen)

La rencontre du samedi 22 juin 2013 était décisive car l'équipe qui allait l'emporter mènerait 2 matchs à 1 dans une série où le premier à remporter 3 matchs est sacré champion, faisant ainsi un pas important vers le titre de champion. Profitant d'une passe subtile de César Paulo, Joel Queirós ouvrait le score pour les locaux dès la 8e minute. Piqués au vif, le Sporting dominait la rencontre, les joueurs de Benfica répondant par une succession de fautes pour annuler les offensives des "Sportinguistas", une tactique payante jusqu'à la 6e faute, synonyme de coup franc direct sans opposition pour le Sporting, et convertit de manière impeccable par Divanei. Une minute plus tard, Alex donnait l'avantage au Sporting d'une frappe imparable, profitant au départ de l'action d'une touche très mal jouée par Joel Queirós, buteur en début de match et héros malheureux quelques minutes plus tard. Le Sporting menait d'un but à la mi-temps et se donnait même un peu d'air en début de deuxième mi-temps en rajoutant un but par l'intermédiaire de Marcelinho qui prolongeait une frappe d'Alex. Le Sporting gérait ensuite le reste de la deuxième mi-temps face à une équipe de Benfica qui s'emparait du ballon grâce à la tactique du gardien de but avancé, mais sans créer beaucoup de danger, et sur un ballon perdu à la dernière minute, Alex inscrivait même de loin, dans les buts vides, un nouveau but en faveur du Sporting. À quelques secondes de la fin, Joel Queirós transformait pour l'honneur un penalty en faveur de Benfica.

### Finale (matchno4) Benfica 1-3 Sporting
0-1 Alex (3e)

1-1 Nené (8e)

1-2 Marcelinho (29e)

1-3 Caio Japa (40e)

Dimanche 23 juin 2013 était le jour qui pouvait consacrer le Sporting comme nouveau champion national en cas de deuxième victoire en deux jours sur le terrain de Benfica. Dans le cas contraire, Benfica espérait s'imposer pour forcer un cinquième match décisif le week-end suivant. La rencontre commençait de manière idyllique pour le Sporting qui ouvrait le score sur un coup franc direct d'Alex dès la 3e minute. Déjà auteur de 2 buts et 1 passe décisive la veille, le pied droit magique d'Alex était brulant. Depuis la veille, Alex était également le meilleur buteur de l'histoire des derby de Futsal entre le Sporting et Benfica, et consolidait encore plus ce statut avec cette nouvelle réalisation. Désireux de ne pas voir le Sporting fêter le titre de champion sur son terrain pour la deuxième fois en quatre années, Benfica réagissait et égalisait par Nené à la conclusion d'une contre-attaque rapide. La rencontre était intense et indécise, et c'est le Sporting qui prenait l'avantage à la 29e minute par l'intermédiaire de Marcelinho. Une nouvelle fois mené par le Sporting, Benfica adoptait encore une fois la tactique ambitieuse mais dangereuse du gardien de but avancé, Leitão manquait une énorme occasion face aux buts vides, mais Caio Japa était un petit plus précis et scellait le sort de la rencontre à quelques secondes de la fin. Dans les derniers instants de la rencontre, Diece était expulsé, et le Sporting frappait sur le poteau. Dominateur tout au long de la saison (premier de la phase régulière avec une large avance), le Sporting était sacré champion national au terme d'une saison historique : meilleur championnat de l'histoire du football Portugais : mis à part une défaite face à Rio Ave et un match nul lors de cette finale, le Sporting a remporté tous ses autres matchs (matchs amicaux, championnat et coupe).